# 水平對臥四缸引擎

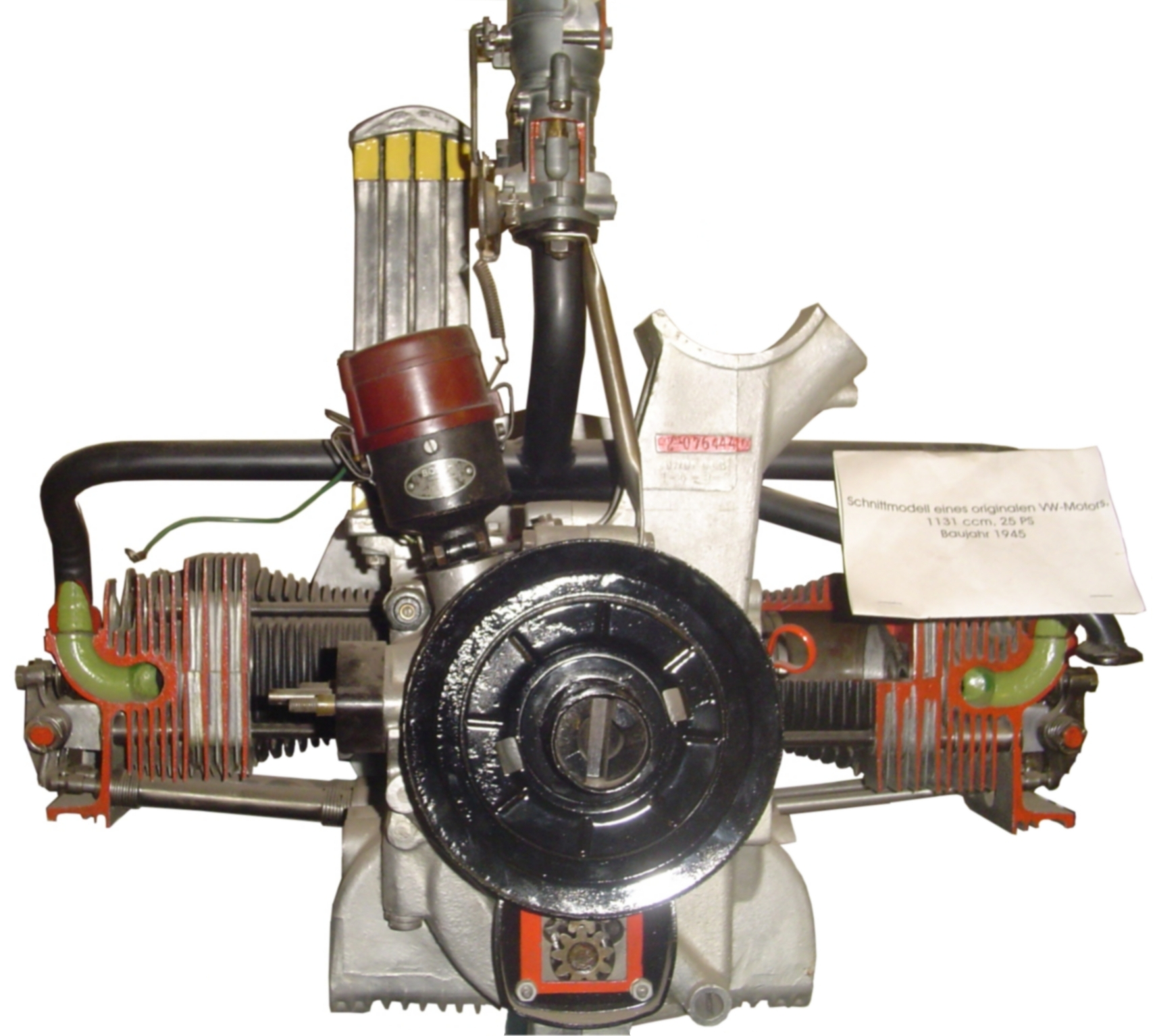
德國福士金龜車的水平對臥四缸引擎

水平對臥四缸引擎是一種往復式發動機，由4個活塞分成左右各2個汽缸，以水平對臥的方式組成，而本條目專指活塞式內燃機。一般國外以「flat-four」稱呼（包含V型180度引擎），略稱成F4；也有人稱作「boxer-4」，略稱成B4。

## 概要
此形式引擎的長度大體上和直列二缸引擎同長，高度卻比較低，在底盤的裝載位置也比後者更能改善車身平衡配重。加上震動比較小，也能適時和氣冷裝置搭配。跟V型四缸引擎相較之下，此形式引擎需要更大的引擎室，而且製造成本也較高，是以採用此形式引擎的車廠並不多。
跟直列四缸引擎相較，此形式引擎雖然較大但運轉平順，且重心比較低。反過來說，直列型引擎的四缸呈直線排列，車廠在製造時只需一個汽缸本體、氣門上座、凸輪軸、汽門外蓋便能構成一具引擎的主要元件。然而水平對臥四缸引擎必須將這些部件拆成左、右兩側，每一側兩汽缸就需要雙倍的汽缸本體、氣門上座、凸輪軸、汽門外蓋。加上周邊配件和引擎腳的安裝孔位不一樣，這些零件無法開發單模成對生產，非得花費更多開模成本。不過，此形式引擎的汽缸組較為寬廣，故氣冷式結構可獲得和水冷式一樣的冷卻效果。在水冷式尚未普及之前，很多車廠都使用氣冷風扇或強制氣冷風扇達到冷卻的目的。
另外在飛機用引擎方面，前方投影面積比星型引擎小的水平對臥四缸引擎可使機體尖端變得更小。因此二戰結束後開始出現分水嶺，小型飛機多半使用水平對臥引擎，位於美國阿拉巴馬州的飛機引擎製造商大陸引擎公司（Continental Motors, Inc.）和賓夕法尼亞州的萊康明引擎公司（Lycoming Engines）便是其中的佼佼者。這兩家公司皆以水平對臥四缸引擎為基礎，擴充出六缸、八缸等產品。
搭載水平對臥四缸引擎的汽車，通常會採用後置後驅、中置後驅等佈局，以保持後輪軸的低重心。倘若將水平對臥四缸引擎置於前輪軸上，橫幅較大的引擎可能影響前輪操控系統的配置。目前採用水平對臥引擎的日本富士重工業的車款搭配全時四輪驅動系統以求操控性能。

## 應用範圍

### 汽車
全球第一家將水平對臥四缸引擎搭載於汽車的車廠乃捷克斯洛伐克的太脱拉（Tatra），1926年首度將此形式引擎裝置於塔特拉T30；隨後1930年的T52、1931年的T54及T57、1933年的T75等車款亦搭載排氣量不一的水平對臥四缸引擎。1936年推出的T97採後置引擎佈局、背骨型車架的設計，深深影響到德國第三帝國的KdF-Wagen和後來的福斯金龜車。英國的汽車廠喬維特（Jowett）乃著名的水平對臥二缸引擎製造商，1936年上市的喬維特10型（Jowett Ten）採用1,881c.c.水平對臥四缸引擎。二戰結束後，該公司透過傑洛德·帕爾默（Gerald Palmer）的巧手設計，分別推出1947年的喬維特Javelin和1950年的喬維特Jupiter等車款，所搭載的動力來源也是水平對臥四缸之構造。同時期隸屬於莫里斯汽車（Morris Motors）的汽車設計師亞歷克·伊斯哥尼斯（Alec Issigonis，也就是著名車款迷你的設計者）也曾計畫替莫里斯Minor搭載水平對臥四缸引擎，最後因製造成本的問題而作罷。

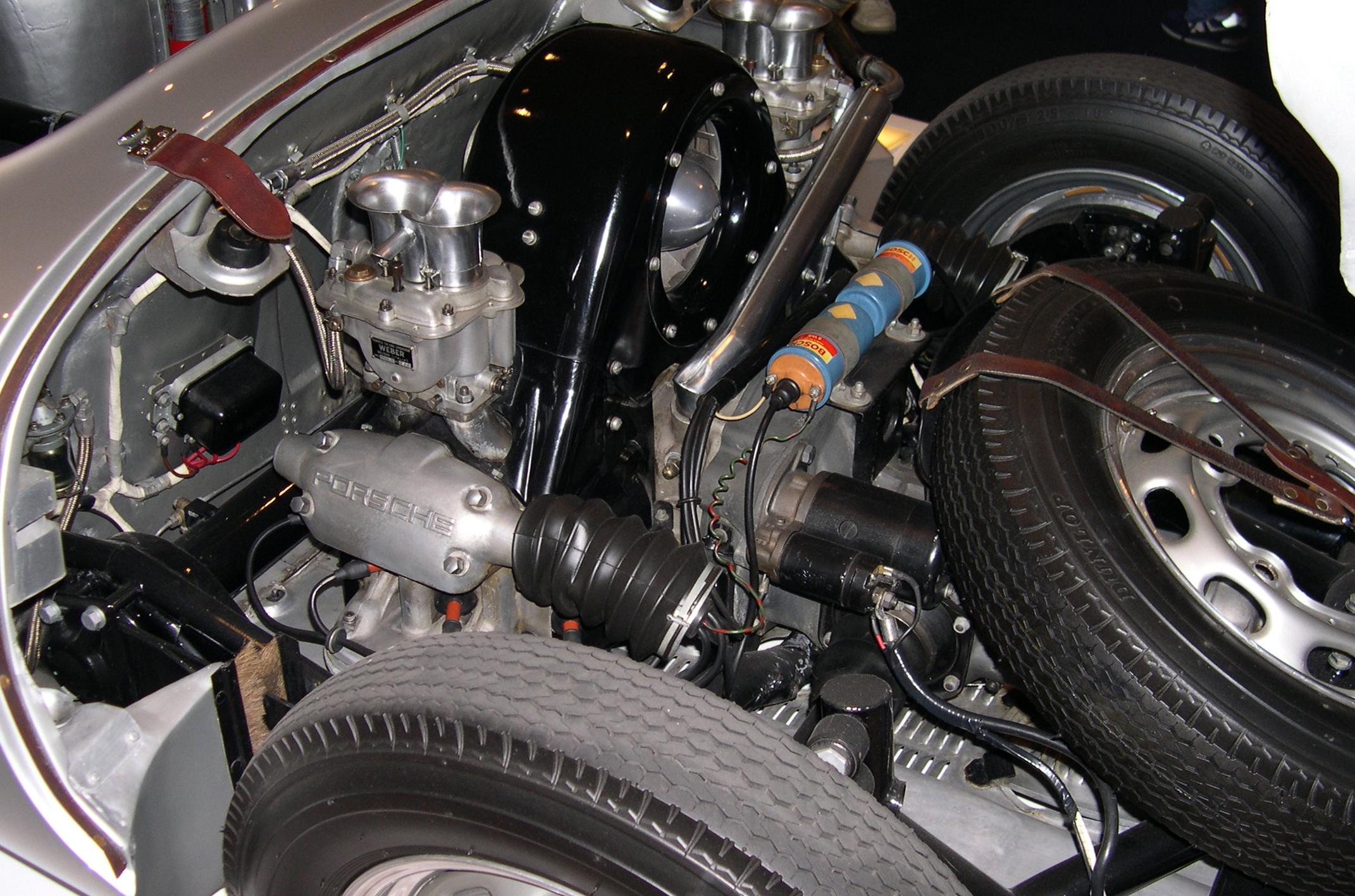
1955年保時捷550的水平對臥四缸引擎

德國福斯汽車也將水平對臥四缸引擎廣泛地使用於福斯金龜車及其他車款，同樣這具引擎也搭載於保時捷汽車的保時捷356、保時捷550、保時捷904、保時捷912乃至於保時捷914等車款。1957年3月德國另一車廠博格瓦德（（德文）Borgward）在日內瓦汽車展上展出一輛前輪驅動、搭載1.1L水冷式水平對臥四缸引擎的歌利亞1100，翌年更名成韓沙1100（Hansa 1100），並於1961年停產。同年起法國雪鐵龍汽車陸續推出的雪鐵龍Ami、1970年的雪鐵龍GS/GSA、1984年的雪鐵龍Axel等車款，皆搭載水平對臥四缸引擎。義大利的車廠愛快羅密歐自1971年起持續開發出1.2L至1.7L不等的水冷式水平對臥四缸引擎，並裝置於愛快羅密歐Alfasud上。1984年由日本日產汽車供應日產Pulsar的底盤車體，加上愛快羅密歐的水平對臥四缸引擎而成為愛快羅密歐Arna，其兄弟車款為日產Cherry Europe GTi。愛快羅密歐的水平對臥四缸引擎亦陸續搭載於愛快羅密歐33、愛快羅密歐Sprint、愛快羅密歐145與146等車款，直到1997年後二者停產，這具水平對臥四缸引擎共沿用了26年。另一家義大利車廠蘭吉雅從1961年推出蘭吉雅Flavia，搭載1.5L至2.0L不等的水平對臥四缸引擎。直到1984年停產的蘭吉雅Gamma，也是以此形式引擎為動力來源。1982年起福斯汽車開始將冷卻方式由氣冷式改成水冷式，發展出水冷型水平對臥四缸引擎（Wasserboxer）。搭載該具引擎的福斯T3雖然在德國於1992年停產，不過南非和巴西的生產線仍分別維持至2002年和2005年為止。

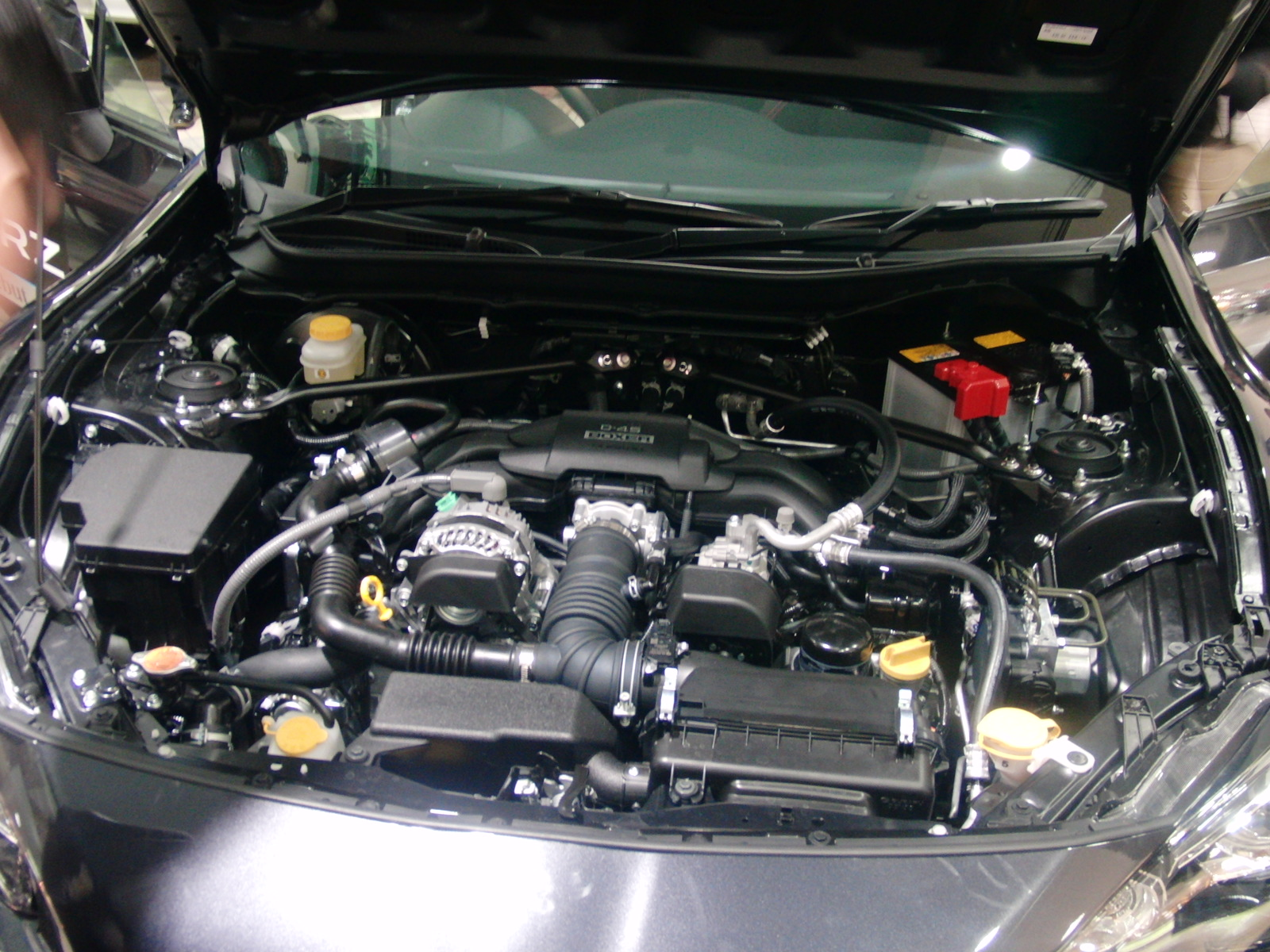
速霸陸BRZ引擎室特寫

日本富士重工業的汽車製造部門速霸陸汽車跨入水平對臥引擎的發端，乃是1966年上市的速霸陸1000，迄今仍以水平對臥四缸構造的速霸陸EJ族引擎裝置在主力車種上。不過，該公司一向習慣稱呼此形式引擎為「horizontal-4」或「H4」，事實上跟真正的H型引擎一點關係也沒有。2005年另一日本車廠豐田汽車成為該公司的最大股東，2012年兩家車廠攜手推出豐田86、速霸陸BRZ、賽昂FR-S（專售北美洲市場）。該公司在2007年9月舉辦的法蘭克福車展上展出全球首具採水平對臥四缸配置的柴油引擎「EE20型」，並從2008年起開始陸續搭載在歐規車款中。

### 摩托車

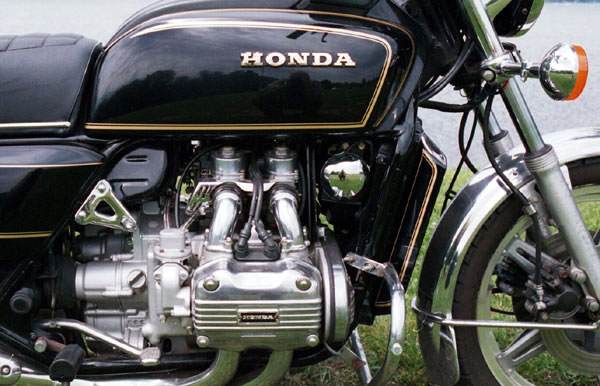
本田GL1000的水冷式水平對臥四缸引擎特寫

德國第三帝國時期的摩托車製造商春達普（Zündapp）曾於1938年至1939年推出軸傳動方式的春達普K800摩托車，亦搭載水平對臥四缸引擎。1955年英國摩托車製造商伍勒（Wooler）曾少量生產軸傳動方式搭配500c.c.水平對臥四缸引擎的機車。更早之前這家公司在1945年至1953年期間曾經引用橋式橫樑發動機（beam engine）的概念，將水平對臥四缸的汽缸豎立起來，四個活塞的左右運動以連接桿作為曲軸的方式組成，變成異想天開的直立水平對臥四缸引擎。這麼複雜的機械構造幾乎沒有實用性，為了開發這種形式引擎而注入畢生心血的約翰·伍勒（John Wooler）在1954年過世後，他繼承公司的兒子將構造改回正常的水平對臥四缸。雖然該公司出產的水平對臥四缸引擎擁有當時同業比不上的靜肅性，可惜資本耗盡，1956年伍勒公司宣告倒閉。
日本本田技研工業的摩托車製造部門曾將水平對臥引擎搭載於針對外銷市場的高級車款本田Gold Wing，1975年推出的亞型「GL1000」就是搭載1.0L水冷式水平對臥四缸引擎，同時採取軸傳動方式來加強靜肅性。1982年法國有一家名為「BFG公司」的摩托車製造商，取三個創辦人的姓氏字首而成。此公司利用雪鐵龍汽車開發的1.3L水平對臥四缸引擎裝置在摩托車上，推出「BFG Citroën 1300」重型機車。從1982年到1983年12月倒閉歇業之間，他們大約製造了450輛，其中約100輛賣給法國警察部門。翌年埃納省聖康坦有一家「MBK公司」接手其設備與零件，又製造了約150輛。

### 飛機

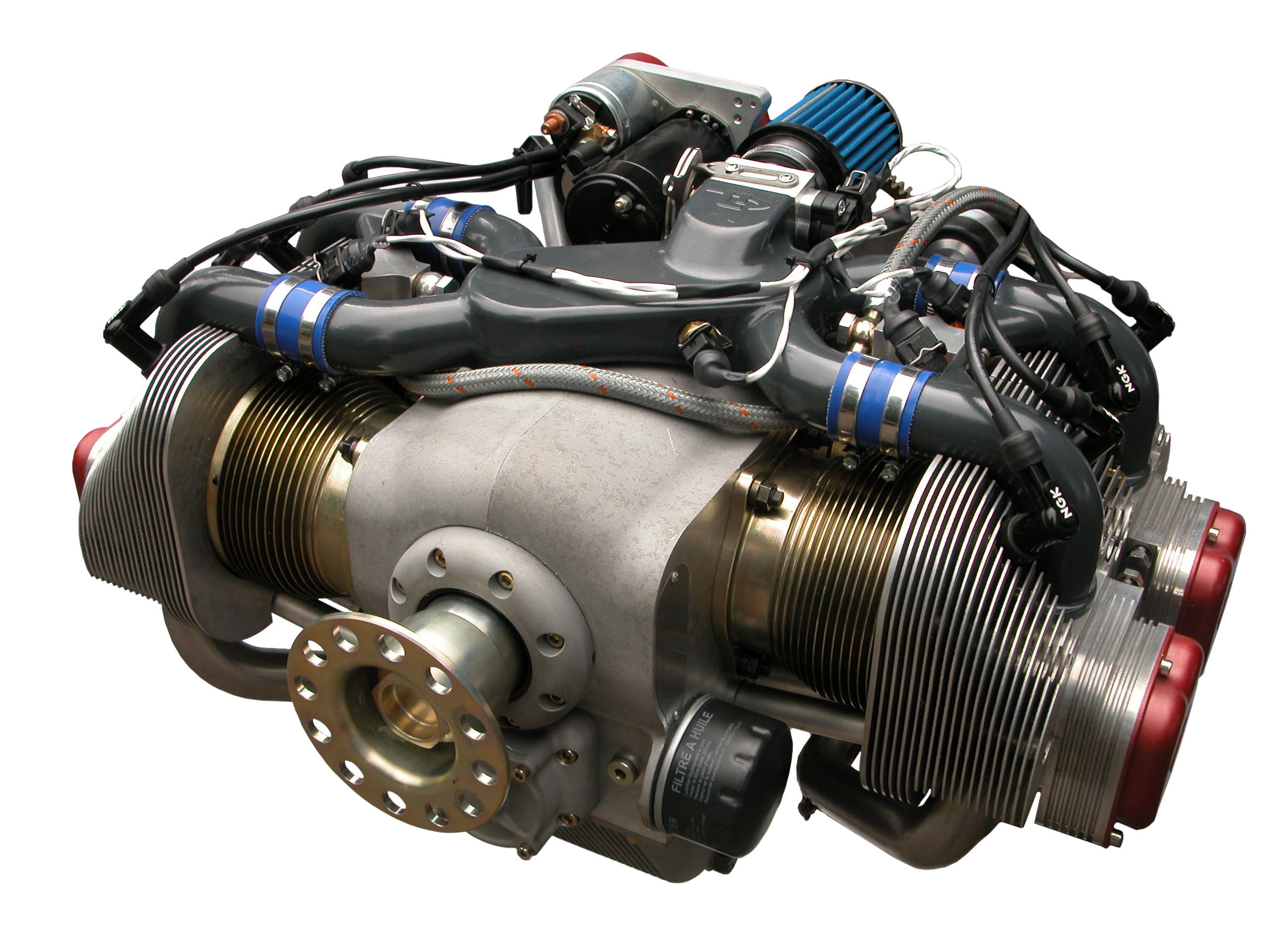
比利時ULPower公司出品的飛機用UL260i型水平對臥四缸引擎

美國賓夕法尼亞州的萊康明引擎公司（Lycoming Engines）所生產的5.9L氣冷式水平對臥四缸引擎，大量地搭載於堪薩斯州西斯納飛機公司製造的小型飛機。萊康明公司的高明之處乃以水平對臥四缸為基礎，以擴缸的方式建造出六缸、八缸的產品。類似的情況也發生在阿拉巴馬州的大陸引擎公司（Continental Motors, Inc.）和紐約州的富蘭克林引擎公司（Franklin Engine Company，但1975年被波蘭政府收購）。此外，飛機用的水平對臥四缸引擎也被搭載於風扇艇，馳騁於佛羅里達大沼澤地。
日本的小川精機以「OS」為品牌名稱，專門製造40至52c.c.的遙控飛機用水平對臥四缸引擎。特別是排氣量52c.c.的FF-320型針對大型遙控飛機設計，受到許多使用者的推崇。

## 內部連結
- 水平對臥引擎